# Чжань Цзіньвей
Чжань Цзіньвей (нар. 8 січня 1985) — колишня тайванська тенісистка.
Найвищу одиночну позицію світового рейтингу — 152 місце досягла 2 жовтня 2006, парну — 74 місце — 3 серпня 2015 року.
Здобула 6 одиночних та 1 парний титул.

## Фінали турнірів WTA

### Парний розряд: 3 (1–2)
| Легенда                 |
| ----------------------- |
| Турніри Великого шолома |
| Premier M & Premier 5   |
| Premier                 |
| International           |

| Фінали за покриттям |
| ------------------- |
| Тверде (1–2)        |
| Трава (0–0)         |
| Ґрунт (0–0)         |
| Килим (0–0)         |

| Результат | Дата     | Турнір                                                 | Покриття | Партнерка        | Суперниці                                       | Рахунок          |
| --------- | -------- | ------------------------------------------------------ | -------- | ---------------- | ----------------------------------------------- | ---------------- |
| Поразка   | Сер 2007 | Nordea Nordic Light Open, Швеція                       | Тверде   | Тетяна Лужанська | Анабель Медіна Гаррігес Вірхінія Руано Паскуаль | 1–6, 5–7, [6–10] |
| Поразка   | Вер 2011 | Guangzhou International Women's Open, КНР              | Тверде   | Хань Сіньюнь     | Сє Шувей Чжен Сайсай                            | 2–6, 1–6         |
| Перемога  | Вер 2013 | Hansol Korea Open Tennis Championships, Південна Корея | Тверде   | Сюй Їфань        | Ракел Атаво Абігейл Спірс                       | 7–5, 6–3         |

## Фінали турнірів WTA 125

### Парний розряд: 4 (1–3)
| Результат | Дата     | Турнір                                         | Покриття | Партнерка    | Суперниці                    | Рахунок          |
| --------- | -------- | ---------------------------------------------- | -------- | ------------ | ---------------------------- | ---------------- |
| Поразка   | Лип 2014 | Jiangxi International Women's Tennis Open, КНР | Тверде   | Сюй Їфань    | Намігата Дзюнрі Чжуан Цзяжун | 6–7(4), 3–6      |
| Перемога  | Вер 2014 | Suzhou Ladies Open, КНР                        | Тверде   | Чжуан Цзяжун | Еґуті Міса Ходзумі Ері       | 6–1, 3–6, [10–7] |
| Поразка   | Лип 2015 | Jiangxi International Open, КНР                | Тверде   | Ван Яфань    | Чжан Кайчжень Чжен Сайсай    | 3–6, 6–4, [3–10] |
| Поразка   | Вер 2015 | Dalian Open, КНР                               | Тверде   | Дарія Юрак   | Чжан Кайлінь Чжен Сайсай     | 3–6, 4–6         |

## Фінали ITF
| турніри $100,000 |
| турніри $75,000  |
| турніри $50,000  |
| турніри $25,000  |
| турніри $15,000  |
| турніри $10,000  |

### Одиночний розряд: 18 (6–12)
| Результат | Ранг | Дата              | Турнір                      | Покриття   | Суперниця           | Рахунок             |
| --------- | ---- | ----------------- | --------------------------- | ---------- | ------------------- | ------------------- |
| Поразка   | 1.   | 23 березня 2003   | ITF Ярравонґа, Австралія    | Трава      | Монік Адамчак       | 3–6, 6–7(4)         |
| Перемога  | 1.   | 22 листопада 2003 | ITF Тайнань, Тайвань        | Ґрунт      | Сюй Веньсінь        | 5–7, 6–4, 6–4       |
| Поразка   | 2.   | 12 квітня 2004    | ITF Ямаґуті, Японія         | Ґрунт      | Kim So-jung         | 6–7(7), 2–6         |
| Поразка   | 3.   | 20 квітня 2004    | ITF Хаманако, Японія        | Килим      | Тіффані Дабек       | 2–6, 3–6            |
| Перемога  | 2.   | 9 квітня 2005     | ITF Мумбаї, Індія           | Тверде     | Монтіні Тангпхонг   | 6–2, 6–3            |
| Перемога  | 3.   | 16 квітня 2005    | ITF Мумбаї, Індія           | Тверде     | Рушмі Чакравартхі   | 6–4, 6–2            |
| Перемога  | 4.   | 12 червня 2006    | ITF Інчхон, Південна Корея  | Тверде     | Хванг І-Хсюань      | 6–1, 6–4            |
| Поразка   | 4.   | 7 травня 2007     | ITF Кімчхон, Південна Корея | Тверде     | Сє Шувей            | 2–6, 4–6            |
| Поразка   | 5.   | 20 травня 2007    | ITF Чханвон, Південна Корея | Тверде     | Регіна Куликова     | 3–6, 6–4, 2–6       |
| Поразка   | 6.   | 16 липня 2007     | ITF Рим, Італія             | Ґрунт      | Мервана Югич-Салкич | 3–6, 4–6            |
| Поразка   | 7.   | 22 червня 2008    | ITF Х'юстон, США            | Тверде (i) | Крісті Ан           | 6–7(7), 6–0, 6–7(2) |
| Поразка   | 8.   | 6 липня 2008      | ITF Бостон, США             | Тверде     | Анна Татішвілі      | 6–2, 1–6, 3–6       |
| Поразка   | 9.   | 13 червня 2011    | ITF Тайбей, Тайвань         | Тверде     | Сюй Цзеюй           | 1–6, 4–6            |
| Поразка   | 10.  | 4 вересня 2011    | ITF Цукуба, Японія          | Тверде     | Накамура Айко       | 3–6, 6–2, 3–6       |
| Поразка   | 11.  | 10 червня 2012    | ITF Тайбей, Тайвань         | Тверде     | Нунгнадда Ваннасук  | 4–6, 6–7(3)         |
| Перемога  | 5.   | 1 липня 2012      | ITF Інчхон, Південна Корея  | Тверде     | Чжан Лін            | 3–6, 6–2, 6–1       |
| Поразка   | 12.  | 24 червня 2013    | ITF Хучжу, КНР              | Тверде     | Барбара Бонич       | 2–6, 4–6            |
| Перемога  | 6.   | 24 березня 2014   | ITF Шеньчжень, КНР          | Тверде     | Лю Фанчжоу          | 2–6, 6–3, 6–3       |

### Парний розряд: 81 (49–32)
| Результат | Ранг | Дата              | Турнір                         | Покриття   | Партнерка        | Суперниці                                  | Рахунок             |
| --------- | ---- | ----------------- | ------------------------------ | ---------- | ---------------- | ------------------------------------------ | ------------------- |
| Перемога  | 1.   | 5 серпня 2001     | ITF Бангкок, Таїланд           | Тверде     | Сє Шувей         | Чхе Кйон І Kim Jin-hee                     | 6–1, 6–3            |
| Перемога  | 2.   | 3 лютого 2002     | ITF Веллінгтон, Нова Зеландія  | Тверде     | Чжуан Цзяжун     | Ніколь Кріз Сара Стоун                     | 4–6, 7–6(3), 6–2    |
| Перемога  | 3.   | 21 квітня 2002    | ITF Ґумма, Японія              | Килим      | Сє Шувей         | Куміко Їдзіма Марі Іноуе                   | 6–0, 6–1            |
| Поразка   | 1.   | 21 квітня 2002    | ITF Сеул, Південна Корея       | Тверде     | Сє Шувей         | Choi Jin-young Кім Мі Ок                   | 2–6, 6–7(4)         |
| Поразка   | 2.   | 26 травня 2002    | ITF Тяньцзінь, КНР             | Тверде (i) | Чжуан Цзяжун     | Янь Цзи Чжен Цзє                           | 0–6, 4–6            |
| Перемога  | 4.   | 2 червня 2002     | ITF Тяньцзінь, КНР             | Тверде (i) | Тонґ Ка-по       | Choi Jin-young Чхой Йон Ча                 | 6–3, 3–6, 6–1       |
| Поразка   | 3.   | 15 червня 2003    | ITF Сеул, Південна Корея       | Тверде     | Чжуан Цзяжун     | Choi Jin-young Кім Мі Ок                   | 2–6, 6–4, 5–7       |
| Перемога  | 5.   | 10 серпня 2003    | ITF Нонтхабурі, Таїланд        | Тверде     | Чжуан Цзяжун     | Kim Jin-hee Такемура Рьоко                 | 6–2, 7–5            |
| Перемога  | 6.   | 17 серпня 2003    | ITF Nakhon Ratchasima, Таїланд | Тверде     | Чжуан Цзяжун     | Дун Яньхуа Чжан Яо                         | 6–4, 6–1            |
| Перемога  | 7.   | 22 листопада 2003 | ITF Тайнань, Тайвань           | Ґрунт      | Чжуан Цзяжун     | Сатомі Кіндзьо Ван Їдін                    | 6–3, 6–1            |
| Поразка   | 4.   | 20 квітня 2004    | ITF Хаманако, Японія           | Килим      | Чень Ї           | Kim Hea-mi Таґуті Кейко                    | 1–6, 1–6            |
| Перемога  | 8.   | 21 червня 2004    | ITF Інчхон, Південна Корея     | Тверде     | Сє Шувей         | Choi Jin-young Кім Мі Ок                   | 6–2, 6–0            |
| Поразка   | 5.   | 5 липня 2004      | ITF Сеул, Південна Корея       | Тверде     | Чень Ї           | Кім Мі Ок Лі Чін А                         | 4–6, 4–6            |
| Перемога  | 9.   | 19 жовтня 2004    | ITF Хайбара, Японія            | Килим      | Латіша Чжань     | Чжуан Цзяжун Сє Шувей                      | 7–6(5), 4–6, 7–6(3) |
| Перемога  | 10.  | 22 листопада 2004 | ITF Маунт-Гамбір, Австралія    | Тверде     | Чжань Юнжань     | Рьоко Фуда Сє Шувей                        | 6–3, 5–7, 7–5       |
| Перемога  | 11.  | 9 квітня 2005     | ITF Мумбаї, Індія              | Тверде     | Юлія Єфремова    | Санаа Бгамбрі Міхаела Бузернеску           | 6–2, 6–1            |
| Поразка   | 6.   | 16 травня 2005    | ITF Чханвон, Південна Корея    | Тверде     | Сє Шувей         | Чжуан Цзяжун Окамото Сейко                 | 2–6, 5–7            |
| Перемога  | 12.  | 31 травня 2005    | ITF Ґумма, Японія              | Тверде     | Сє Шувей         | Такасе Аямі Маюмі Ямамото                  | 6–2, 1–1 ret.       |
| Перемога  | 13.  | 6 червня 2005     | ITF Сеул, Південна Корея       | Тверде     | Сє Шувей         | Макі Арай Lee Eun-jeong                    | 6–2, 6–1            |
| Перемога  | 14.  | 13 червня 2005    | ITF Інчхон, Південна Корея     | Тверде     | Сє Шувей         | Choi Jin-young Лі Є Ра                     | 6–2, 7–6(4)         |
| Перемога  | 15.  | 19 липня 2005     | Kurume Cup, Японія             | Килим      | Сє Шувей         | Моріта Аюмі Еріка Сема                     | 6–4, 6–3            |
| Поразка   | 7.   | 13 листопада 2005 | ITF Шеньчжень, КНР             | Тверде     | Сюй Веньсінь     | Сє Шувей Yan Zi                            | 0–6, 2–6            |
| Перемога  | 16.  | 29 листопада 2005 | ITF Палм-Біч-Гарденс, США      | Ґрунт      | Сє Шувей         | Ольга Виметалкова Катержина Богмова (1986) | 7–6(2), 7–5         |
| Поразка   | 8.   | 15 січня 2006     | ITF Тампа, США                 | Тверде     | Сюй Веньсінь     | Шанелль Схеперс Алік Цубанос               | 6–3, 6–7(4), 3–6    |
| Перемога  | 17.  | 29 січня 2006     | Waikoloa Challenger, США       | Тверде     | Марі-Ев Пеллетьє | Джулія Дітті Лілія Остерло                 | 7–5, 4–6, 6–2       |
| Перемога  | 18.  | 2 квітня 2006     | ITF Гаммонд, США               | Тверде     | Тетяна Лужанська | Акгуль Аманмурадова Романа Теджакусума     | 6–1, 6–3            |
| Перемога  | 19.  | 2 травня 2006     | ITF Ґіфу, Японія               | Килим      | Сє Шувей         | Чжань Юнжань Чжуан Цзяжун                  | 7–6(5), 3–6, 7–5    |
| Поразка   | 9.   | 30 травня 2006    | ITF Тяньцзінь, КНР             | Тверде     | Чень Ї           | Цзи Чуньмей Сунь Шеннань                   | 6–3, 6–7(7), 1–6    |
| Поразка   | 10.  | 9 липня 2006      | ITF Колледж-Парк, США          | Тверде     | Наталі Грандін   | Ліндсі Нелсон Енн Єлсі                     | 1–6, 3–6            |
| Перемога  | 20.  | 25 липня 2006     | Lexington Challenger, США      | Тверде     | Абігейл Спірс    | Акгуль Аманмурадова Варвара Лепченко       | 6–1, 6–1            |
| Перемога  | 21.  | 6 серпня 2006     | ITF Вашингтон, США             | Тверде     | Лужанська Тетяна | Акгуль Аманмурадова Варвара Лепченко       | 6–2, 1–6, 6–0       |
| Поразка   | 11.  | 14 листопада 2006 | ITF Гаосюн, Тайвань            | Тверде     | Сє Шувей         | Чжань Юнжань Чжуан Цзяжун                  | 6–7(1), 1–6         |
| Поразка   | 12.  | 13 березня 2007   | ITF Оріндж, США                | Тверде     | Лужанська Тетяна | Хорхеліна Краверо Сє Шувей                 | 3–6, 1–6            |
| Перемога  | 22.  | 20 березня 2007   | ITF Реддінг, США               | Тверде     | Джулія Дітті     | Хорхеліна Краверо Сє Шувей                 | 6–3, 6–2            |
| Перемога  | 23.  | 1 квітня 2007     | ITF Гаммонд, США               | Тверде     | Лужанська Тетяна | Теодора Мирчич Марі-Ев Пеллетьє            | 6–1, 7–6(3)         |
| Перемога  | 24.  | 7 травня 2007     | ITF Кімчхон, Південна Корея    | Тверде     | Сє Шувей         | Лужанська Тетяна Романа Теджакусума        | 7–5, 6–4            |
| Перемога  | 25.  | 20 травня 2007    | ITF Чханвон, Південна Корея    | Тверде     | Као Шао-юань     | Романа Теджакусума Напапорн Тонгсалі       | 6–4, 6–4            |
| Поразка   | 13.  | 8 червня 2007     | ITF Чанша, КНР                 | Тверде     | Куміко Їдзіма    | Хуан Лей Сюй Їфань                         | 3–6, 4–6            |
| Перемога  | 26.  | 16 липня 2007     | ITF Рим, Італія                | Ґрунт      | Лужанська Тетяна | Ірина Бурячок Патріція Майр-Ахлайтнер      | 7–6(7), 6–4         |
| Поразка   | 14.  | 18 лютого 2008    | ITF Клірвотер, США             | Тверде     | Окамото Сейко    | Анна Фіцпатрік Ана Веселинович             | 2–6, 6–3, [6–10]    |
| Поразка   | 15.  | 3 березня 2008    | ITF Лас-Вегас, США             | Тверде     | Лужанська Тетяна | Мелінда Цінк Рената Ворачова               | 3–6, 2–6            |
| Поразка   | 16.  | 17 березня 2008   | ITF Реддінг, США               | Тверде     | Лужанська Тетяна | Анджела Гейнс Абігейл Спірс                | 4–6, 3–6            |
| Перемога  | 27.  | 27 квітня 2008    | ITF Інчхон, Південна Корея     | Тверде     | Ярміла Вулф      | Чан Кйон Мі Лі Чін А                       | 1–6, 6–1, [10–5]    |
| Перемога  | 28.  | 4 травня 2008     | ITF Кімчхон, Південна Корея    | Тверде     | Ярміла Вулф      | Чо Юн Чон Kim Jin-hee                      | 6–2, 6–0            |
| Перемога  | 29.  | 6 липня 2008      | ITF Бостон, США                | Тверде     | Наталі Грандін   | Юлія Федосова Варвара Лепченко             | 6–4, 6–3            |
| Поразка   | 17.  | 13 липня 2008     | ITF Аллентаун, США             | Тверде     | Наталі Грандін   | Карлі Галліксон Ніколь Кріз                | 2–6, 3–6            |
| Перемога  | 30.  | 27 липня 2008     | Lexington Challenger, США      | Тверде     | Кімберлі Кутс    | Ліндсей Лі-Вотерс Мелані Уден              | 2–6, 6–3, [10–8]    |
| Перемога  | 31.  | 6 вересня 2008    | ITF Цукуба, Японія             | Тверде     | Хванг І-Хсюань   | Макі Арай Сема Юріка                       | 6–0, 6–4            |
| Перемога  | 32.  | 8 вересня 2008    | ITF Nato, Японія               | Килим      | Чень Ї           | Томоко Докей Йоко Курата                   | 6–3, 6–2            |
| Поразка   | 18.  | 27 жовтня 2008    | ITF Токіо, Японія              | Тверде     | Чень Ї           | Кіміко Дате Фудзівара Ріка                 | 5–7, 3–6            |
| Поразка   | 19.  | 23 березня 2009   | ITF Гаммонд, США               | Тверде     | Лужанська Тетяна | Суріна Де Беер Лілія Остерло               | 4–6, 3–6            |
| Перемога  | 33.  | 21 серпня 2009    | ITF Пінго, КНР                 | Тверде     | Хванг І-Хсюань   | Лу Цзінцзін Сунь Шеннань                   | 3–6, 7–5, [10–7]    |
| Перемога  | 34.  | 15 січня 2010     | ITF Пінго, КНР                 | Тверде     | Сюй Іфань        | Цзи Чуньмей Лю Ваньтін                     | 6–3, 6–1            |
| Поразка   | 20.  | 3 квітня 2010     | ITF Пелам, США                 | Ґрунт      | Ніколь Кріз      | Меллорі Сесіл Джеймі Гемптон               | 4–6, 3–6            |
| Поразка   | 21.  | 30 серпня 2010    | ITF Цукуба, Японія             | Тверде     | Чень Ї           | Їдзіма Куміко Акіко Йонемура               | 6–4, 6–7, 4–6       |
| Перемога  | 35.  | 27 вересня 2010   | ITF Нінбо, КНР                 | Тверде     | Чень Ї           | Джилл Крейбас Ольга Савчук                 | 6–3, 3–6, 6–4       |
| Перемога  | 36.  | 10 червня 2011    | ITF Тайбей, Тайвань            | Тверде     | Као Шао-юань     | Цзао Фанцзі Ян Цзясянь                     | 6–3, 6–2            |
| Перемога  | 37.  | 17 червня 2011    | ITF Тайбей, Тайвань            | Тверде     | Као Шао-юань     | Сє Шуїн Жуань Дінфей                       | 6–1, 7–5            |
| Перемога  | 38.  | 4 вересня 2011    | ITF Цукуба, Японія             | Тверде     | Hsu Wen-hsi      | Kim So-jung Еріка Такао                    | 6–1, 6–1            |
| Поразка   | 22.  | 12 вересня 2011   | ITF Нінбо, КНР                 | Тверде     | Хань Сіньюнь     | Лужанська Тетяна Чжен Сайсай               | 6–4, 5–7, [4–10]    |
| Перемога  | 39.  | 8 жовтня 2011     | ITF Kōfu, Японія               | Тверде     | Сюй Веньсінь     | Ремі Тедзука Йонемура Акіко                | 6–3, 6–4            |
| Поразка   | 23.  | 24 березня 2012   | ITF Пхукет, Таїланд            | Тверде     | Чжен Сайсай      | Натела Дзаламідзе Марта Сироткіна          | 4–6, 1–6            |
| Поразка   | 24.  | 6 травня 2012     | ITF Ґіфу, Японія               | Тверде     | Сюй Веньсінь     | Джессіка Пегула Чжен Сайсай                | 4–6, 6–3, [4–10]    |
| Поразка   | 25.  | 30 липня 2012     | ITF Пекін, КНР                 | Тверде     | Хань Сіюнь       | Лю Ваньтін Сунь Шеннань                    | 7–5, 0–6, [7–10]    |
| Перемога  | 40.  | 27 жовтня 2012    | ITF Тайбей, Тайвань            | Тверде     | Каролін Гарсія   | Као Шао-юань Лі Хуа-Чень                   | 4–6, 6–4, [10–6]    |
| Поразка   | 26.  | 29 квітня 2013    | ITF Сеул, Південна Корея       | Тверде     | Чжан Наньнань    | Лю Ваньтін Ян Чжаосюань                    | 2–6, 2–6            |
| Поразка   | 27.  | 12 травня 2013    | ITF Сеул, Південна Корея       | Тверде     | Чжан Наньнань    | Хань Сіюнь Є Цююй                          | 6–7(3), 6–4, [4–10] |
| Перемога  | 41.  | 27 травня 2013    | ITF Чханвон, Південна Корея    | Тверде     | Лю Чан           | Kim Ju-eun Хан Сон Хі                      | 6–0, 6–2            |
| Поразка   | 28.  | 9 червня 2013     | ITF Тайбей, Тайвань            | Тверде     | Сюй Веньсінь     | Kao Shao-yua Лі Хуа-Чень                   | 6–4, 3–6, [7–10]    |
| Перемога  | 42.  | 24 червня 2013    | ITF Хучжу, КНР                 | Тверде     | Сунь Шеннань     | Лю Чан Чжоу Імяо                           | 6–4, 6–3            |
| Перемога  | 43.  | 1 вересня 2013    | ITF Цукуба, Японія             | Тверде     | Сюй Веньсінь     | Лі Ясюань Міядзакі Юмі                     | 6–2, 6–1            |
| Перемога  | 44.  | 3 березня 2014    | ITF Цюаньчжоу, КНР             | Тверде     | Сюй Їфань        | Сунь Цзіюе Сюй Шилінь                      | 7–6(4), 6–1         |
| Поразка   | 29.  | 17 березня 2014   | ITF Шеньчжень, КНР             | Тверде     | Лю Чан           | Хань Сіюнь Чжан Кайлінь                    | 3–6, 6–2, [11–13]   |
| Перемога  | 45.  | 27 квітня 2014    | ITF Сеул, Південна Корея       | Тверде     | Чжуан Цзяжун     | Ірена Павлович Крістіна Плішкова           | 6–4, 6–3            |
| Перемога  | 46.  | 26 травня 2014    | ITF Чженчжоу, КНР              | Тверде     | Лян Чень         | Хань Сіюнь Чжан Кайлінь                    | 6–3, 6–3            |
| Перемога  | 47.  | 18 травня 2015    | ITF Сеул, Південна Корея       | Тверде     | Лі Ясюань        | Hong Seung-yeon Kang Seo-kyung             | 6–2, 6–1            |
| Поразка   | 30.  | 26 жовтня 2015    | ITF Нанкін, КНР                | Тверде     | Чжан Кайлінь     | Аояма Сюко Ходзумі Ері                     | 5–7, 7–6(7), [7–10] |
| Перемога  | 48.  | 18 серпня 2017    | ITF Нонтхабурі, Індія          | Тверде     | Чхой Чі Хі       | Варатчая Вонгтінчай Варуня Вонгтінчай      | 2–6, 6–1, [13–11]   |
| Перемога  | 49.  | 13 жовтня 2017    | ITF Нонтхабурі, Індія          | Тверде     | [[]]             | Нудніда Луангам Варуня Вонгтінчай          | 6–1, 6–4            |
| Поразка   | 31.  | 29 грудня 2017    | ITF Гонконг                    | Тверде     | Лу Цзясі         | Чжень Бейсюань У Фансіень                  | 1–6, 0–6            |
| Поразка   | 32.  | 28 липня 2018     | ITF Тайбей, Тайвань            | Тверде     | Котомі Такахата  | Джоанна Гарленд Лі Хуа-Чень                | 1–6, 6–3, [1–10]    |